# Alphonse Bonenfant
Alphonse Joseph Bonenfant (Aat, 3 augustus 1908 - Maffle, 31 maart 1983) was een Belgisch politicus voor de Kommunistische Partij van België (PCB).

## Levensloop
Bonenfant groeide op in een arbeidersgezin en volgde lager onderwijs in de gemeenteschool van Maffle. Vervolgens volgde hij een opleiding tot steenhouwer aan de industriële school in Aat en doorliep hij lessen ornamentatie en modelbouw aan de tekenschool van Aat. Tussen 1922 en 1936 was hij aan de slag in steenhouwer, achtereenvolgens in Neufvilles, Komen, de Noord-Franse steden Valenciennes en Tourcoing, Brussel en Maffle.
Vanaf zijn veertiende was hij aangesloten bij de steenhouwersvakbond van Maffe, die gelieerd was aan de socialistische Belgische Werkliedenpartij. Bonenfant nam deel aan activiteiten van socialistische verenigingen in de gemeente en militeerde bij de Socialistische Jonge Wacht. Hij evolueerde echter richting het communisme en sloot zich in augustus 1927 aan bij de PCB. Om die reden werd Bonenfant in 1929 uit de steenhouwersvakbond gezet, ondanks verzet van de lokale afdeling in Maffle.
Hetzelfde jaar nog werd hij nationaal schatbewaarder en later federaal secretaris van de PCB, wat hij bleef tot in 1940 en opnieuw was van 1945 tot 1955. Van 1935 tot 1971 zetelde hij eveneens in het Centraal Comité van de PCB en vanaf 1948 maakte hij deel uit van de Politieke Controle Commissie van de PCB. Vanaf 1960 was hij de voorzitter van die commissie en in die hoedanigheid werd hij in 1963 geconfronteerd met de dissidentie van Jacques Grippa en andere communisten die het maoïsme genegen waren. Van 1947 tot 1952 was hij bovendien nationaal verantwoordelijke voor de politieke werking van de PCB die zich richtte op landbouwers. Namens de communistische partij was Bonenfant van 1938 tot 1976 gemeenteraadslid van Maffle.
Vanaf 1928 was hij tevens uitgever van Le Réveil des carriers, een kleine krant voor steenhouwers die maandelijks verscheen. Tegelijkertijd was hij occasioneel correspondent voor de communistische krant Le Drapeau Rouge. Deze activiteiten trokken de aandacht van de communistische leider Joseph Jacquemotte. Toen die laatste begin oktober 1936 het communistische orgaan La Voix du Peuple oprichtte, trad Bonenfant op diens verzoek toe tot de redactie van het maandblad. In 1938 werd hij door La Voix du Peuple uitgezonden naar de cursus voor communistische correspondenten die in Parijs georganiseerd werd door de Franse Communistische Partij. Van 1939 tot 1940 was hij verantwoordelijk uitgever van het communistisch blad Monde, het orgaan van het Komintern en opvolger van het door Frankrijk verboden blad La correspondance internationale. Om die reden vaardigde het Franse politie een internationaal arrestatiebevel uit tegen Bonenfant, die een maand lang werd opgesloten in de gevangenis van Vorst.
Na de Duitse inval in België in mei 1940 werd Bonenfant, die als staatsgevaarlijk werd beschouwd, gearresteerd en gevangengezet in de gevangenis van Bergen. Na een bombardement op deze gevangenis kwam hij opnieuw vrij. Om aan een nieuwe arrestatie te ontsnappen vluchtte hij even naar Frankrijk, alvorens terug te keren naar Maffle. Tijdens de Duitse bezetting in de Tweede Wereldoorlog stichtte hij eind 1940 verschillende afdelingen van de PCB in de streek Doornik-Aat en in februari 1941 richtte hij verzetskrant La Verité op. Toen de Duitsers in juni 1941 de Sovjet-Unie binnenvielen, trad Bonenfant in de clandestiniteit. Hij werd actief in het gewapend verzet en werd hoge officier in het Belgisch leger der partizanen, als adjunct van de korpscommandant in de streek Doornik-Aat. In april 1942 werd hij overgeheveld naar het arrondissement Namen en in augustus 1943 werd hij verantwoordelijk voor de activiteiten van het partizanenleger in heel Wallonië. Hij bereidde met de hulp van chemici brandbommen, vestigde een wapendepot in een graftombe op het kerkhof van Roux, bereidde sabotageacties voor aan de koolmijn van Lambusart.
In december 1943 werd Bonenfant gevat door de Gestapo. Na zijn ondervraging werd hij opgesloten in het kamp van Breendonk, waar hij gevangen werd gehouden van 7 december 1943 tot 6 mei 1944 en verschillende keren martelingen moest ondergaan. Hij droeg het kampnummer 2522. Vandaar werd hij, zoals andere communisten, naar Buchenwald gevoerd waar hij verantwoordelijk was voor verschillende barakken en behoorde tot de ondergrondse groep die het kamp bevrijdde, nog voor de geallieerde troepen ter plekke waren.
Bij de eerste naoorlogse verkiezingen in februari 1946 werd Bonenfant verkozen tot volksvertegenwoordiger voor het kiesarrondissement Doornik-Aat. Hij zetelde in de Kamer tot in 1954 en werd bij de verkiezingen dat jaar niet herkozen.

## Publicatie
- Témoignage sur Buchenwald, in: D. Rochette, & J.-M. Vanhamme,  Les Belges à Buchenwald et dans ses kommandos extérieurs, Brussel,  1976
- Rapport sur la dissidence grippiste, in: Cahiers Marxistes,  2002 (tekst uit 1963, postuum verschenen).